# Urban View Grand Tower
Urban View Grand Tower (яп. アーバンビューグランドタワー А:банбю:гурандотава:) — 166-метровый 43-этажный небоскрёб, расположенный в центральной части города Хиросима (префектура Хиросима, Япония), в районе правительственных учреждений, общественных объектов и так далее, между Замком Хиросима и садом Сюккэйэн. Это сложное здание, состоящее из офисных и коммерческих помещений, а также кондоминиума. Строительство небоскрёба было завершено в марте 2004 года.

## Структура
Небоскрёб построен рядом с отелем Hiroshima Grand Hotel, завершённом в конце декабря 2003 года. Высота самой высокой секции составляет 166 м. По состоянию на январь 2009 года Urban View Grand Tower был самым высоким зданием в регионе Тюгоку, но после завершения в августе 2016 года строительства Городской башни Хиросимы (англ. City Tower Hiroshima) и небоскрёба Grand Cross Tower Hiroshima,  переместилось на третье место.
Есть 43 этажа над землей и 2 цокольного этажа, нижние четыре этажи заняты коммерческими объектами (магазины, рестораны, фитнес-клуб, больница), средние (с 5-го по 11-й) — офисами, верхние этажи, начиная с 12-го, отведены под кондоминиум. 
С 2005 года башня и окружающие её деревья освещаются во время ежегодного фестиваля иллюминации Hiroshima Dreamination.
Поблизости от башни расположены сад Сюккэйэн, Замок Хиросима и Художественный музей префектуры Хиросима.